# Tour de France 2009
Il Tour de France 2009, novantaseiesima edizione della Grande Boucle, si svolse dal 4 al 26 luglio 2009 lungo un percorso di 3444 km. 
Lo scalatore spagnolo Alberto Contador vinse questa edizione del Tour. 
Per il madrileno si trattò del secondo ed ultimo trionfo nella Grand Boucle, dopo l'affermazione del 2007 (questa sua seconda vittoria coincise anche con il suo secondo ed ultimo podio ai Campi Elisi). 
Al secondo posto della classifica generale si piazzò il giovane scalatore lussemburghese Andy Schleck (al primo podio della carriera nella Grande Boucle). 
Il terzo posto è, invece, rimasto vacante dopo la squalifica comminata dall'UCI a Lance Armstrong nel 2013 dopo lo scandalo-doping che ha coinvolto lo statunitense. 
Al quarto posto era giunto il passista-cronoman inglese Bradley Wiggins (il quale iniziava a presentarsi con un certo successo nei Grandi Giri dopo i tanti successi ottenuti nei velodromi di tutto il mondo come pistard).
Nel maggio del 2010 lo scalatore italiano Franco Pellizotti viene "fermato" dall'Unione Ciclistica Internazionale a causa di anomalie riscontrate nei suoi valori ematici in seguito ai controlli antidoping effettuati alla vigilia del Tour 2009, per le quali gli viene comminata una sospensione di due anni e la cancellazione dei risultati ottenuti a partire dal maggio 2009. Il primo posto nella classifica scalatori e il Premio della Combattività non vengono attribuiti ad altri corridori.

## Percorso
L'inizio è avvenuto il 4 luglio con una cronometro individuale, tutta all'interno del Principato di Monaco lunga 15 chilometri; lì era fissata anche la partenza della seconda tappa (prima in linea), con arrivo a Brignoles. In questa edizione è ritornata la cronometro a squadre, lunga 38 chilometri, con partenza ed arrivo a Montpellier.
Sono stati effettuati sconfinamenti in cinque stati: oltre al già citato Principato di Monaco, si è corso anche in Spagna (Barcellona), Andorra (Arcalís), Svizzera (Verbier) e Italia (nel tratto che va dal passo del Gran San Bernardo a quello del Piccolo San Bernardo). Dopo i classici passaggi sui Pirenei e sulle Alpi, nella penultima tappa si è affrontata la durissima salita finale del Mont Ventoux, una delle due sole montagne storiche di quest'edizione insieme col Tourmalet, precedendo di un solo giorno il gran finale sugli Champs-Élysées.

## Tappe
| Tappa  | Data      | Percorso                                     | km    | Vincitore di tappa | Leader cl. generale |
| ------ | --------- | -------------------------------------------- | ----- | ------------------ | ------------------- |
| 1ª     | 4 luglio  | Monaco (cron. individuale) (MCO)             | 15    | Fabian Cancellara  | Fabian Cancellara   |
| 2ª     | 5 luglio  | Monaco (MCO) > Brignoles                     | 182   | Mark Cavendish     | Fabian Cancellara   |
| 3ª     | 6 luglio  | Marsiglia > La Grande-Motte                  | 196   | Mark Cavendish     | Fabian Cancellara   |
| 4ª     | 7 luglio  | Montpellier (cron. a squadre)                | 38    | Astana             | Fabian Cancellara   |
| 5ª     | 8 luglio  | Cap d'Agde > Perpignano                      | 197   | Thomas Voeckler    | Fabian Cancellara   |
| 6ª     | 9 luglio  | Gerona (ESP) > Barcellona (ESP)              | 175   | Thor Hushovd       | Fabian Cancellara   |
| 7ª     | 10 luglio | Barcellona (ESP) > Arcalís (AND)             | 224   | Brice Feillu       | Rinaldo Nocentini   |
| 8ª     | 11 luglio | Andorra la Vella (AND) > Saint-Girons        | 176   | Luis León Sánchez  | Rinaldo Nocentini   |
| 9ª     | 12 luglio | Saint-Gaudens > Tarbes                       | 160   | Pierrick Fédrigo   | Rinaldo Nocentini   |
|        | 13 luglio | giorno di riposo                             |       |                    |                     |
| 10ª    | 14 luglio | Limoges > Issoudun                           | 193   | Mark Cavendish     | Rinaldo Nocentini   |
| 11ª    | 15 luglio | Vatan > Saint-Fargeau                        | 192   | Mark Cavendish     | Rinaldo Nocentini   |
| 12ª    | 16 luglio | Tonnerre > Vittel                            | 200   | Nicki Sørensen     | Rinaldo Nocentini   |
| 13ª    | 17 luglio | Vittel > Colmar                              | 176   | Heinrich Haussler  | Rinaldo Nocentini   |
| 14ª    | 18 luglio | Colmar > Besançon                            | 199   | Sergej Ivanov      | Rinaldo Nocentini   |
| 15ª    | 19 luglio | Pontarlier > Verbier (CHE)                   | 207,5 | Alberto Contador   | Alberto Contador    |
|        | 20 luglio | giorno di riposo                             |       |                    |                     |
| 16ª    | 21 luglio | Martigny (CHE) > Bourg-Saint-Maurice (CHE)   | 160   | Sandy Casar        | Alberto Contador    |
| 17ª    | 22 luglio | Bourg-Saint-Maurice (CHE) > Le Grand-Bornand | 169   | Fränk Schleck      | Alberto Contador    |
| 18ª    | 23 luglio | Annecy (cron. individuale)                   | 40    | Alberto Contador   | Alberto Contador    |
| 19ª    | 24 luglio | Bourgoin-Jallieu > Aubenas                   | 195   | Mark Cavendish     | Alberto Contador    |
| 20ª    | 25 luglio | Montélimar > Mont Ventoux                    | 167   | Juan Manuel Gárate | Alberto Contador    |
| 21ª    | 26 luglio | Montereau-Fault-Yonne > Parigi               | 160   | Mark Cavendish     | Alberto Contador    |
| Totale | Totale    | Totale                                       | 3 444 |                    |                     |

## Squadre e corridori partecipanti
| N.    | Cod. | Squadra           |
| ----- | ---- | ----------------- |
| 1-9   | CTT  | Cervélo TestTeam  |
| 11-19 | SIL  | Silence-Lotto     |
| 21-29 | AST  | Astana Team       |
| 31-39 | SAX  | Team Saxo Bank    |
| 41-49 | RAB  | Rabobank          |
| 51-59 | GRM  | Garmin-Slipstream |
| 61-69 | EUS  | Euskaltel-Euskadi |
| 71-79 | THR  | Team Columbia-HTC |
| 81-89 | A2R  | AG2R La Mondiale  |
| 91-99 | LIQ  | Liquigas          |

| N.      | Cod. | Squadra                     |
| ------- | ---- | --------------------------- |
| 101-109 | FDJ  | Française des Jeux          |
| 111-119 | GCE  | Caisse d'Epargne            |
| 121-129 | COF  | Cofidis, le Credit en Ligne |
| 131-139 | LAM  | Lampre-N.G.C.               |
| 141-149 | BBO  | Bbox Bouygues Telecom       |
| 151-159 | QST  | Quick Step                  |
| 161-169 | KAT  | Team Katusha                |
| 171-179 | AGR  | Agritubel                   |
| 181-189 | MRM  | Team Milram                 |
| 191-199 | SKS  | Skil-Shimano                |

## Resoconto degli eventi
La corsa è stata vinta dallo spagnolo Alberto Contador, con 4'11" di vantaggio su Andy Schleck e 5'24" sul compagno di squadra Lance Armstrong. Contador, in forza all'Astana, ha conquistato la maglia gialla nella 15ª tappa grazie ad uno scatto sull'arrivo in salita di Verbier, tenendola fino al traguardo di Parigi. In totale lo spagnolo ha portato la maglia gialla al termine di sette tappe sulle ventuno previste. Fino alla 14ª frazione il leader della classifica generale era stato l'italiano Rinaldo Nocentini, che dopo aver tenuto per buona parte della tappa di Verbier aveva poi dovuto cedere sulla salita finale; Nocentini ha poi chiuso il Tour al 14º posto. Prima di lui, fino alla 7ª frazione, il simbolo del primato era stato portato dallo svizzero Fabian Cancellara, vincitore del prologo iniziale nel Principato di Monaco.
Dominatore delle volate (e corridore che si è aggiudicato il maggior numero di tappe in questa edizione della Grande Boucle) è stato Mark Cavendish, il mannese del Team Columbia-HTC, vincitore di sei tappe, compresa l'ultima sugli Champs-Élysées. Nonostante tali risultati Cavendish non è però riuscito a vincere la classifica a punti: la maglia verde è stata infatti appannaggio di Thor Hushovd della Cervélo. Franco Pellizotti della Liquigas ha conquistato la maglia a pois di miglior scalatore, 17 anni dopo l'ultimo italiano, Claudio Chiappucci, vincendo anche il Premio combattività, rappresentato dal numero rosso, come ciclista in fuga per il maggior numero di chilometri.
La maglia bianca di miglior corridore Under-25 è andata al secondo classificato della generale, Andy Schleck, mentre la classifica a squadre, simboleggiata dal dorsale giallo, è stata vinta dall'Astana Team, formazione kazaka che ha piazzato tre corridori (i già citati Contador e Armstrong, più Andreas Klöden, sesto) nei migliori dieci della generale. Curiosamente, nella cerimonia di premiazione finale sugli Champs-Élysées c'è stato un disguido con l'inno nazionale spagnolo: non è stata eseguita la Marcha Real, ma Der er et yndigt land, inno nazionale della Danimarca.

## Dettagli delle tappe

### 1ª tappa
- 4 luglio: Monaco > Monaco – cronometro individuale – 15 km

Risultati
| Pos. | Corridore         | Squadra   | Tempo  |
| ---- | ----------------- | --------- | ------ |
| 1    | Fabian Cancellara | Saxo Bank | 19'33" |
| 2    | Alberto Contador  | Astana    | a 18"  |
| 3    | Bradley Wiggins   | Garmin    | a 19"  |

| Pos. | Corridore         | Squadra   | Tempo  |
| ---- | ----------------- | --------- | ------ |
| 1    | Fabian Cancellara | Saxo Bank | 19'33" |
| 2    | Alberto Contador  | Astana    | a 18"  |
| 3    | Bradley Wiggins   | Garmin    | a 19"  |

### 2ª tappa

Profilo altimetrico della 2ª tappa.

- 5 luglio: Monaco > Brignoles – 187 km

Risultati
| Pos. | Corridore      | Squadra   | Tempo    |
| ---- | -------------- | --------- | -------- |
| 1    | Mark Cavendish | THR       | 4h30'02" |
| 2    | Tyler Farrar   | Garmin    | s.t.     |
| 3    | Romain Feillu  | Agritubel | s.t.     |

| Pos. | Corridore         | Squadra   | Tempo    |
| ---- | ----------------- | --------- | -------- |
| 1    | Fabian Cancellara | Saxo Bank | 4h49'34" |
| 2    | Alberto Contador  | Astana    | a 18"    |
| 3    | Bradley Wiggins   | Garmin    | a 19"    |

### 3ª tappa

Profilo altimetrico della 3ª tappa.

- 6 luglio: Marsiglia > La Grande-Motte – 196 km

Risultati
| Pos. | Corridore      | Squadra      | Tempo    |
| ---- | -------------- | ------------ | -------- |
| 1    | Mark Cavendish | THR          | 5h01'24" |
| 2    | Thor Hushovd   | Cervélo      | s.t.     |
| 3    | Cyril Lemoine  | Skil-Shimano | s.t.     |

| Pos. | Corridore         | Squadra   | Tempo    |
| ---- | ----------------- | --------- | -------- |
| 1    | Fabian Cancellara | Saxo Bank | 9h50'58" |
| 2    | Tony Martin       | Columbia  | a 33"    |
| SQ   | Lance Armstrong   | Astana    | a 40"    |

### 4ª tappa
- 7 luglio: Montpellier > Montpellier – Cronometro a squadre - 38 km

Risultati
| Pos. | Squadra                | Tempo  |
| ---- | ---------------------- | ------ |
| 1    | Astana Team            | 46'29" |
| 2    | Team Garmin-Slipstream | a 18"  |
| 3    | Team Saxo Bank         | a 40"  |

| Pos. | Corridore         | Squadra   | Tempo     |
| ---- | ----------------- | --------- | --------- |
| 1    | Fabian Cancellara | Saxo Bank | 10h38'07" |
| SQ   | Lance Armstrong   | Astana    | s.t.      |
| 3    | Alberto Contador  | Astana    | a 19"     |

### 5ª tappa

Profilo altimetrico della 5ª tappa.

- 8 luglio: Cap d'Agde > Perpignano – 197 km

Risultati
| Pos. | Corridore        | Squadra       | Tempo    |
| ---- | ---------------- | ------------- | -------- |
| 1    | Thomas Voeckler  | Bouygues Tel. | 4h29'35" |
| 2    | Michail Ignat'ev | Katusha       | a 7"     |
| 3    | Mark Cavendish   | Columbia      | a 7"     |

| Pos. | Corridore         | Squadra   | Tempo     |
| ---- | ----------------- | --------- | --------- |
| 1    | Fabian Cancellara | Saxo Bank | 15h07'49" |
| SQ   | Lance Armstrong   | Astana    | s.t.      |
| 3    | Alberto Contador  | Astana    | a 19"     |

### 6ª tappa

Profilo altimetrico della 6ª tappa.

- 9 luglio: Gerona > Barcellona – 175 km

Risultati
| Pos. | Corridore          | Squadra      | Tempo    |
| ---- | ------------------ | ------------ | -------- |
| 1    | Thor Hushovd       | Cervélo      | 4h21'33" |
| 2    | Óscar Freire       | Rabobank     | s.t.     |
| 3    | José Joaquín Rojas | C. d'Epargne | s.t.     |

| Pos. | Corridore         | Squadra   | Tempo    |
| ---- | ----------------- | --------- | -------- |
| 1    | Fabian Cancellara | Saxo Bank | 19h29'2" |
| SQ   | Lance Armstrong   | Astana    | s.t.     |
| 3    | Alberto Contador  | Astana    | a 19"    |

### 7ª tappa

Profilo altimetrico della 7ª tappa.

- 10 luglio: Barcellona > Arcalís – 224 km

Risultati
| Pos. | Corridore           | Squadra   | Tempo    |
| ---- | ------------------- | --------- | -------- |
| 1    | Brice Feillu        | Agritubel | 6h11'31" |
| 2    | Christophe Kern     | Cofidis   | a 5"     |
| 3    | Johannes Fröhlinger | Milram    | a 25"    |

| Pos. | Corridore         | Squadra      | Tempo     |
| ---- | ----------------- | ------------ | --------- |
| 1    | Rinaldo Nocentini | AG2R La Mon. | 25h44'32" |
| 2    | Alberto Contador  | Astana       | a 6"      |
| SQ   | Lance Armstrong   | Astana       | a 8"      |

### 8ª tappa
- 11 luglio: Andorra la Vella > Saint-Girons – 176 km

Risultati
| Pos. | Corridore         | Squadra      | Tempo    |
| ---- | ----------------- | ------------ | -------- |
| 1    | Luis León Sánchez | C. d'Epargne | 4h31'50" |
| 2    | Sandy Casar       | F. des Jeux  | s.t.     |
| 3    | Mikel Astarloza   | Euskaltel    | s.t.     |

| Pos. | Corridore         | Squadra      | Tempo     |
| ---- | ----------------- | ------------ | --------- |
| 1    | Rinaldo Nocentini | AG2R La Mon. | 30h18'16" |
| 2    | Alberto Contador  | Astana       | a 6"      |
| SQ   | Lance Armstrong   | Astana       | a 8"      |

### 9ª tappa
- 12 luglio: Saint-Gaudens > Tarbes – 160 km

Risultati
| Pos. | Corridore         | Squadra       | Tempo    |
| ---- | ----------------- | ------------- | -------- |
| 1    | Pierrick Fédrigo  | Bouygues Tel. | 4h05'31" |
| SQ   | Franco Pellizotti | Liquigas      | s.t.     |
| 3    | Óscar Freire      | Rabobank      | a 34"    |

| Pos. | Corridore         | Squadra      | Tempo     |
| ---- | ----------------- | ------------ | --------- |
| 1    | Rinaldo Nocentini | AG2R La Mon. | 34h24'21″ |
| 2    | Alberto Contador  | Astana       | a 6"      |
| SQ   | Lance Armstrong   | Astana       | a 8"      |

### 10ª tappa
- 14 luglio: Limoges > Issoudun – 193 km

Risultati
| Pos. | Corridore      | Squadra  | Tempo    |
| ---- | -------------- | -------- | -------- |
| 1    | Mark Cavendish | Columbia | 4h46'43" |
| 2    | Thor Hushovd   | Cervélo  | s.t.     |
| 3    | Tyler Farrar   | Garmin   | s.t.     |

| Pos. | Corridore         | Squadra      | Tempo     |
| ---- | ----------------- | ------------ | --------- |
| 1    | Rinaldo Nocentini | AG2R La Mon. | 39h11'04" |
| 2    | Alberto Contador  | Astana       | a 6"      |
| SQ   | Lance Armstrong   | Astana       | a 8"      |

### 11ª tappa
- 15 luglio: Vatan > Saint-Fargeau – 192 km

Risultati
| Pos. | Corridore        | Squadra     | Tempo    |
| ---- | ---------------- | ----------- | -------- |
| 1    | Mark Cavendish   | Columbia    | 4h17'55" |
| 2    | Tyler Farrar     | Garmin      | s.t.     |
| 3    | Jaŭhen Hutarovič | F. des Jeux | s.t.     |

| Pos. | Corridore         | Squadra      | Tempo     |
| ---- | ----------------- | ------------ | --------- |
| 1    | Rinaldo Nocentini | AG2R La Mon. | 43h28'59" |
| 2    | Alberto Contador  | Astana       | a 6"      |
| SQ   | Lance Armstrong   | Astana       | a 8"      |

### 12ª tappa
- 16 luglio: Tonnerre > Vittel – 200 km

Risultati
| Pos. | Corridore         | Squadra       | Tempo    |
| ---- | ----------------- | ------------- | -------- |
| 1    | Nicki Sørensen    | Saxo Bank     | 4h52'24" |
| 2    | Laurent Lefèvre   | Bouygues Tel. | a 48"    |
| SQ   | Franco Pellizotti | Liquigas      | s.t.     |

| Pos. | Corridore         | Squadra      | Tempo     |
| ---- | ----------------- | ------------ | --------- |
| 1    | Rinaldo Nocentini | AG2R La Mon. | 48h27'21" |
| 2    | Alberto Contador  | Astana       | a 6"      |
| SQ   | Lance Armstrong   | Astana       | a 8"      |

### 13ª tappa
- 17 luglio: Vittel > Colmar – 200 km

Risultati
| Pos. | Corridore         | Squadra   | Tempo    |
| ---- | ----------------- | --------- | -------- |
| 1    | Heinrich Haussler | Cervélo   | 4h56'26" |
| 2    | Amets Txurruka    | Euskaltel | a 4'11"  |
| 3    | Brice Feillu      | Agritubel | a 6'13"  |

| Pos. | Corridore         | Squadra      | Tempo     |
| ---- | ----------------- | ------------ | --------- |
| 1    | Rinaldo Nocentini | AG2R La Mon. | 53h30'30" |
| 2    | Alberto Contador  | Astana       | a 6"      |
| SQ   | Lance Armstrong   | Astana       | a 8"      |

### 14ª tappa

Profilo altimetrico della 14ª tappa.

- 18 luglio: Colmar > Besançon – 199 km

Risultati
| Pos. | Corridore       | Squadra      | Tempo    |
| ---- | --------------- | ------------ | -------- |
| 1    | Sergej Ivanov   | Katusha      | 4h37'46" |
| 2    | Nicolas Roche   | AG2R La Mon. | a 16"    |
| 3    | Hayden Roulston | Cervélo      | s.t.     |

| Pos. | Corridore         | Squadra      | Tempo     |
| ---- | ----------------- | ------------ | --------- |
| 1    | Rinaldo Nocentini | AG2R La Mon. | 58h13'52" |
| 2    | George Hincapie   | Columbia     | a 5"      |
| 3    | Alberto Contador  | Astana       | a 6"      |

### 15ª tappa

Profilo altimetrico della 15ª tappa.

- 19 luglio: Pontarlier > Verbier – 207,5 km

Risultati
| Pos. | Corridore        | Squadra   | Tempo    |
| ---- | ---------------- | --------- | -------- |
| 1    | Alberto Contador | Astana    | 5h03'58" |
| 2    | Andy Schleck     | Saxo Bank | a 43"    |
| 3    | Vincenzo Nibali  | Liquigas  | a 1'03"  |

| Pos. | Corridore        | Squadra | Tempo     |
| ---- | ---------------- | ------- | --------- |
| 1    | Alberto Contador | Astana  | 63h17'56" |
| SQ   | Lance Armstrong  | Astana  | a 1'37"   |
| 3    | Bradley Wiggins  | Garmin  | a 1'46"   |

### 16ª tappa
- 21 luglio: Martigny > Bourg-Saint-Maurice – 160 km

Risultati
| Pos. | Corridore        | Squadra       | Tempo    |
| ---- | ---------------- | ------------- | -------- |
| 1    | Mikel Astarloza  | Euskaltel     | 4h14'20" |
| 2    | Sandy Casar      | F. des Jeux   | a 6"     |
| 3    | Pierrick Fédrigo | Bouygues Tel. | s.t.     |

| Pos. | Corridore        | Squadra | Tempo     |
| ---- | ---------------- | ------- | --------- |
| 1    | Alberto Contador | Astana  | 67h33'15" |
| SQ   | Lance Armstrong  | Astana  | a 1'37"   |
| 3    | Bradley Wiggins  | Garmin  | a 1'46"   |

### 17ª tappa
- 22 luglio: Bourg-Saint-Maurice > Le Grand-Bornand – 169 km

Risultati
| Pos. | Corridore        | Squadra   | Tempo    |
| ---- | ---------------- | --------- | -------- |
| 1    | Frank Schleck    | Saxo Bank | 4h53'54" |
| 2    | Alberto Contador | Astana    | s.t.     |
| 3    | Andy Schleck     | Saxo Bank | s.t.     |

| Pos. | Corridore        | Squadra   | Tempo     |
| ---- | ---------------- | --------- | --------- |
| 1    | Alberto Contador | Astana    | 72h27'09" |
| 2    | Andy Schleck     | Saxo Bank | a 2'26"   |
| 3    | Frank Schleck    | Saxo Bank | a 3'25"   |

### 18ª tappa
- 23 luglio: Annecy - cronometro individuale – 40 km

Risultati
| Pos. | Corridore         | Squadra   | Tempo  |
| ---- | ----------------- | --------- | ------ |
| 1    | Alberto Contador  | Astana    | 48'30" |
| 2    | Fabian Cancellara | Saxo Bank | a 3"   |
| 3    | Michail Ignat'ev  | Katusha   | a 15"  |

| Pos. | Corridore        | Squadra   | Tempo     |
| ---- | ---------------- | --------- | --------- |
| 1    | Alberto Contador | Astana    | 73h15'39" |
| 2    | Andy Schleck     | Saxo Bank | a 4'11"   |
| SQ   | Lance Armstrong  | Astana    | a 5'25    |

### 19ª tappa
- 24 luglio: Bourgoin-Jallieu > Aubenas – 195 km

Risultati
| Pos. | Corridore      | Squadra  | Tempo    |
| ---- | -------------- | -------- | -------- |
| 1    | Mark Cavendish | Columbia | 3h50'35" |
| 2    | Thor Hushovd   | Cervélo  | s.t.     |
| 3    | Gerald Ciolek  | Milram   | s.t.     |

| Pos. | Corridore        | Squadra   | Tempo     |
| ---- | ---------------- | --------- | --------- |
| 1    | Alberto Contador | Astana    | 77h06'18" |
| 2    | Andy Schleck     | Saxo Bank | a 4'11"   |
| SQ   | Lance Armstrong  | Astana    | a 5'21"   |

### 20ª tappa
- 25 luglio: Montélimar > Mont Ventoux – 167 km

Risultati
| Pos. | Corridore          | Squadra   | Tempo    |
| ---- | ------------------ | --------- | -------- |
| 1    | Juan Manuel Gárate | Rabobank  | 4h39'21" |
| 2    | Tony Martin        | Columbia  | a 3"     |
| 3    | Andy Schleck       | Saxo Bank | a 38"    |

| Pos. | Corridore        | Squadra   | Tempo     |
| ---- | ---------------- | --------- | --------- |
| 1    | Alberto Contador | Astana    | 81h46'17" |
| 2    | Andy Schleck     | Saxo Bank | a 4'11"   |
| SQ   | Lance Armstrong  | Astana    | a 5'24"   |

### 21ª tappa
- 26 luglio: Montereau-Fault-Yonne > Parigi – 160 km

Risultati
| Pos. | Corridore      | Squadra  | Tempo    |
| ---- | -------------- | -------- | -------- |
| 1    | Mark Cavendish | Columbia | 4h02'18" |
| 2    | Mark Renshaw   | Columbia | s.t.     |
| 3    | Tyler Farrar   | Garmin   | s.t.     |

| Pos. | Corridore        | Squadra   | Tempo     |
| ---- | ---------------- | --------- | --------- |
| 1    | Alberto Contador | Astana    | 85h48'35" |
| 2    | Andy Schleck     | Saxo Bank | a 4'11"   |
| SQ   | Lance Armstrong  | Astana    | a 5'24"   |

## Evoluzione delle classifiche
| Tappa              | Vincitore          | Classifica generale Maglia gialla | Classifica a punti Maglia verde | Classifica scalatori Maglia a pois | Classifica giovani Maglia bianca | Classifica a squadre Numero giallo | Premio combattività Numero rosso |
| ------------------ | ------------------ | --------------------------------- | ------------------------------- | ---------------------------------- | -------------------------------- | ---------------------------------- | -------------------------------- |
| 1ª                 | Fabian Cancellara  | Fabian Cancellara                 | Fabian Cancellara               | Alberto Contador                   | Roman Kreuziger                  | Astana Team                        | non assegnato                    |
| 2ª                 | Mark Cavendish     | Fabian Cancellara                 | Mark Cavendish                  | Jussi Veikkanen                    | Roman Kreuziger                  | Astana Team                        | Stef Clement                     |
| 3ª                 | Mark Cavendish     | Fabian Cancellara                 | Mark Cavendish                  | Jussi Veikkanen                    | Tony Martin                      | Astana Team                        | Samuel Dumoulin                  |
| 4ª                 | Astana Team        | Fabian Cancellara                 | Mark Cavendish                  | Jussi Veikkanen                    | Tony Martin                      | Astana Team                        | non assegnato                    |
| 5ª                 | Thomas Voeckler    | Fabian Cancellara                 | Mark Cavendish                  | Jussi Veikkanen                    | Tony Martin                      | Astana Team                        | Michail Ignat'ev                 |
| 6ª                 | Thor Hushovd       | Fabian Cancellara                 | Mark Cavendish                  | Stéphane Auge                      | Tony Martin                      | Astana Team                        | David Millar                     |
| 7ª                 | Brice Feillu       | Rinaldo Nocentini                 | Mark Cavendish                  | Brice Feillu                       | Tony Martin                      | Astana Team                        | Christophe Riblon                |
| 8ª                 | Luis León Sánchez  | Rinaldo Nocentini                 | Thor Hushovd                    | Christophe Kern                    | Tony Martin                      | AG2R La Mondiale                   | Sandy Casar                      |
| 9ª                 | Pierrick Fédrigo   | Rinaldo Nocentini                 | Thor Hushovd                    | Egoi Martínez                      | Tony Martin                      | AG2R La Mondiale                   | Franco Pellizotti                |
| 10ª                | Mark Cavendish     | Rinaldo Nocentini                 | Thor Hushovd                    | Egoi Martínez                      | Tony Martin                      | AG2R La Mondiale                   | Thierry Hupond                   |
| 11ª                | Mark Cavendish     | Rinaldo Nocentini                 | Mark Cavendish                  | Egoi Martínez                      | Tony Martin                      | AG2R La Mondiale                   | Johan Van Summeren               |
| 12ª                | Nicki Sørensen     | Rinaldo Nocentini                 | Mark Cavendish                  | Egoi Martínez                      | Tony Martin                      | Team Saxo Bank                     | Nicki Sørensen                   |
| 13ª                | Heinrich Haussler  | Rinaldo Nocentini                 | Thor Hushovd                    | Franco Pellizotti                  | Tony Martin                      | Team Saxo Bank                     | Heinrich Haussler                |
| 14ª                | Sergej Ivanov      | Rinaldo Nocentini                 | Thor Hushovd                    | Franco Pellizotti                  | Tony Martin                      | AG2R La Mondiale                   | Martijn Maaskant                 |
| 15ª                | Alberto Contador   | Alberto Contador                  | Thor Hushovd                    | Franco Pellizotti                  | Andy Schleck                     | Astana Team                        | Simon Špilak                     |
| 16ª                | Mikel Astarloza    | Alberto Contador                  | Thor Hushovd                    | Franco Pellizotti                  | Andy Schleck                     | Astana Team                        | Franco Pellizotti                |
| 17ª                | Fränk Schleck      | Alberto Contador                  | Thor Hushovd                    | Franco Pellizotti                  | Andy Schleck                     | Astana Team                        | Thor Hushovd                     |
| 18ª                | Alberto Contador   | Alberto Contador                  | Thor Hushovd                    | Franco Pellizotti                  | Andy Schleck                     | Astana Team                        | non assegnato                    |
| 19ª                | Mark Cavendish     | Alberto Contador                  | Thor Hushovd                    | Franco Pellizotti                  | Andy Schleck                     | Astana Team                        | Leonardo Duque                   |
| 20ª                | Juan Manuel Gárate | Alberto Contador                  | Thor Hushovd                    | Franco Pellizotti                  | Andy Schleck                     | Astana Team                        | Tony Martin                      |
| 21ª                | Mark Cavendish     | Alberto Contador                  | Thor Hushovd                    | Franco Pellizotti                  | Andy Schleck                     | Astana Team                        | Fumiyuki Beppu                   |
| Classifiche finali | Classifiche finali | Alberto Contador                  | Thor Hushovd                    | Egoi Martínez                      | Andy Schleck                     | Astana Team                        | Franco Pellizotti                |

Maglie indossate da altri ciclisti in caso di due o più maglie vinte
- Nella 2ª tappa, Bradley Wiggins ha indossato la maglia verde al posto di Fabian Cancellara.

## Classifiche finali

### Classifica generale - Maglia gialla
| Pos. | Corridore             | Squadra     | Tempo     |
| ---- | --------------------- | ----------- | --------- |
| 1    | Alberto Contador      | Astana      | 85h48'35" |
| 2    | Andy Schleck          | Saxo Bank   | a 4'11"   |
| SQ   | Lance Armstrong       | Astana      | a 5'24"   |
| 4    | Bradley Wiggins       | Garmin      | a 6'01"   |
| 5    | Frank Schleck         | Saxo Bank   | a 6'04"   |
| 6    | Andreas Klöden        | Astana      | a 6'42"   |
| 7    | Vincenzo Nibali       | Liquigas    | a 7'35"   |
| 8    | Christian Vande Velde | Garmin      | a 12'04"  |
| 9    | Roman Kreuziger       | Liquigas    | a 14'16"  |
| 10   | Christophe Le Mével   | F. des Jeux | a 14'25"  |

### Classifica a punti - Maglia verde
| Pos. | Corridore          | Squadra      | Punti |
| ---- | ------------------ | ------------ | ----- |
| 1    | Thor Hushovd       | Cervélo      | 280   |
| 2    | Mark Cavendish     | Columbia     | 270   |
| 3    | Gerald Ciolek      | Milram       | 148   |
| 4    | José Joaquín Rojas | C. d'Epargne | 126   |
| 5    | Nicolas Roche      | AG2R La Mon. | 122   |

### Classifica scalatori - Maglia a pois
| Pos. | Corridore         | Squadra       | Punti |
| ---- | ----------------- | ------------- | ----- |
| SQ   | Franco Pellizotti | Liquigas      | 210   |
| 1    | Egoi Martinez     | Euskaltel     | 135   |
| 2    | Alberto Contador  | Astana        | 126   |
| 3    | Andy Schleck      | Saxo Bank     | 111   |
| 4    | Pierrick Fédrigo  | Bouygues Tel. | 99    |

### Classifica giovani - Maglia bianca
| Pos. | Corridore       | Squadra       | Tempo     |
| ---- | --------------- | ------------- | --------- |
| 1    | Andy Schleck    | Saxo Bank     | 85h52'46" |
| 2    | Vincenzo Nibali | Liquigas      | a 3'24″   |
| 3    | Roman Kreuziger | Liquigas      | a 10'05″  |
| 4    | Pierre Rolland  | Bouygues Tel. | a 33'33″  |
| 5    | Nicolas Roche   | AG2R La Mon.  | a 34'09″  |

### Classifica a squadre - Numero giallo
| Pos. | Squadra                | Tempo      |
| ---- | ---------------------- | ---------- |
| 1    | Astana Team            | 243h56'04" |
| 2    | Team Garmin-Slipstream | a 22'35"   |
| 4    | Team Saxo Bank         | a 28'34"   |
| 3    | AG2R La Mondiale       | a 31'47"   |
| 5    | Liquigas               | a 43'31"   |

## Punteggi UCI
| Pos. | Corridore             | Squadra       | Punti |
| ---- | --------------------- | ------------- | ----- |
| 1    | Alberto Contador      | Astana        | 264   |
| 2    | Andy Schleck          | Saxo Bank     | 172   |
| 3    | Mark Cavendish        | Columbia      | 126   |
| SQ   | Lance Armstrong       | Astana        | 124   |
| 4    | Frank Schleck         | Saxo Bank     | 124   |
| 6    | Bradley Wiggins       | Garmin        | 118   |
| 7    | Andreas Klöden        | Astana        | 94    |
| 8    | Vincenzo Nibali       | Liquigas      | 90    |
| 9    | Christian Vande Velde | Garmin        | 70    |
| 10   | Mikel Astarloza       | Euskaltel     | 66    |
| 11   | Roman Kreuziger       | Liquigas      | 60    |
| 12   | Thor Hushovd          | Cervélo       | 56    |
| 13   | Sandy Casar           | F. des Jeux   | 50    |
| 13   | Christophe Le Mével   | F. des Jeux   | 50    |
| 15   | Tyler Farrar          | Garmin        | 36    |
| 16   | Fabian Cancellara     | Saxo Bank     | 30    |
| 17   | Pierrick Fédrigo      | Bouygues Tel. | 26    |
| 17   | Brice Feillu          | Agritubel     | 26    |
| 19   | Sergej Ivanov         | Katusha       | 24    |
| 19   | Vladimir Karpets      | Katusha       | 24    |
| 19   | Rinaldo Nocentini     | AG2R La Mon.  | 24    |
| 22   | Óscar Freire          | Rabobank      | 22    |
| 23   | Juan Manuel Gárate    | Rabobank      | 20    |
| 23   | Heinrich Haussler     | Cervélo       | 20    |
| 23   | Luis León Sánchez     | C. d'Epargne  | 20    |
| 23   | Nicki Sørensen        | Saxo Bank     | 20    |
| 23   | Thomas Voeckler       | Bouygues Tel. | 20    |
| SQ   | Franco Pellizotti     | Liquigas      | 18    |
| 28   | Jurgen Van Den Broeck | Silence-Lotto | 18    |
| 30   | Gerald Ciolek         | Milram        | 16    |
| 30   | Michail Ignat'ev      | Katusha       | 16    |
| 32   | Nicolas Roche         | AG2R La Mon.  | 14    |
| 33   | Stéphane Goubert      | AG2R La Mon.  | 12    |
| 34   | Christophe Kern       | Cofidis       | 10    |
| 34   | Laurent Lefèvre       | Bouygues Tel. | 10    |
| 34   | Tony Martin           | Columbia      | 10    |
| 34   | Mark Renshaw          | Columbia      | 10    |
| 34   | José Joaquín Rojas    | C. d'Epargne  | 10    |
| 34   | Carlos Sastre         | Cervélo       | 10    |
| 34   | Amets Txurruka        | Euskaltel     | 10    |
| 41   | Aleksandr Bočarov     | Katusha       | 8     |
| 41   | Sylvain Chavanel      | Quick Step    | 8     |
| 41   | Jaŭhen Hutarovič      | F. des Jeux   | 8     |
| 44   | Romain Feillu         | Agritubel     | 6     |
| 44   | Johannes Fröhlinger   | Milram        | 6     |
| 44   | George Hincapie       | Columbia      | 6     |
| 44   | Cyril Lemoine         | Skil-Shimano  | 6     |
| 44   | Hayden Roulston       | Cervélo       | 6     |
| 49   | Samuel Dumoulin       | Cofidis       | 2     |
| 49   | Leonardo Duque        | Cofidis       | 2     |
| 49   | Vladimir Efimkin      | AG2R La Mon.  | 2     |
| 49   | Markus Fothen         | Milram        | 2     |
| 49   | Gustav Larsson        | Saxo Bank     | 2     |
| 49   | Martijn Maaskant      | Garmin        | 2     |
| 49   | Egoi Martínez         | Euskaltel     | 2     |
| 49   | Greg Van Avermaet     | Silence-Lotto | 2     |
| 49   | Peter Velits          | Milram        | 2     |
| 58   | Yukiya Arashiro       | Bouygues Tel. | 2     |
| 58   | Cadel Evans           | Silence-Lotto | 2     |
| 58   | David Millar          | Garmin        | 2     |
| 58   | Sébastien Minard      | Cofidis       | 2     |
| 58   | Jérôme Pineau         | Quick Step    | 2     |

| Pos. | Squadra                 | Punti |
| ---- | ----------------------- | ----- |
| 1    | Astana Team             | 482   |
| 2    | Team Saxo Bank          | 348   |
| 3    | Team Garmin-Slipstream  | 228   |
| 4    | Liquigas                | 168   |
| 5    | Team Columbia-High Road | 152   |
| 6    | Française des Jeux      | 108   |
| 7    | Cervélo TestTeam        | 92    |
| 8    | Euskaltel-Euskadi       | 78    |
| 9    | Team Katusha            | 72    |
| 10   | Bbox Bouygues Telecom   | 58    |
| 11   | AG2R La Mondiale        | 52    |
| 12   | Rabobank                | 42    |
| 13   | Agritubel               | 32    |
| 14   | Caisse d'Epargne        | 30    |
| 15   | Team Milram             | 26    |
| 16   | Silence-Lotto           | 22    |
| 17   | Cofidis                 | 16    |
| 18   | Quick Step              | 10    |
| 19   | Skil-Shimano            | 6     |

| Pos. | Nazione       | Punti |
| ---- | ------------- | ----- |
| 1    | Spagna        | 392   |
| 2    | Lussemburgo   | 296   |
| 3    | Regno Unito   | 246   |
| 4    | Stati Uniti   | 236   |
| 5    | Francia       | 172   |
| 6    | Germania      | 146   |
| 7    | Italia        | 132   |
| 8    | Russia        | 74    |
| 9    | Rep. Ceca     | 60    |
| 10   | Norvegia      | 56    |
| 11   | Svizzera      | 30    |
| 12   | Belgio        | 20    |
| 12   | Danimarca     | 20    |
| 14   | Irlanda       | 14    |
| 15   | Australia     | 12    |
| 16   | Bielorussia   | 8     |
| 17   | Nuova Zelanda | 6     |
| 18   | Colombia      | 4     |
| 18   | Paesi Bassi   | 4     |
| 18   | Slovacchia    | 4     |
| 18   | Svezia        | 4     |
| 22   | Giappone      | 2     |